# Prokop
Prokop ist ein männlicher Vorname und ein Familienname.

## Varianten
- Prokopios (griechisch)
- Procopius (lateinisch)

## Namensträger

### Vorname
- Prokop von Caesarea (* um 500, † um 562), spätantiker griechischer Historiker
- Prokop (Heiliger) (970–1053), böhmischer Heiliger und Prediger
- Prokop von Krakau († 1295), Bischof von Krakau 1292 bis 1294
- Prokop von Mähren (* ca. 1355; † 1405), von 1375 bis 1405 „jüngerer“ Markgraf von Mähren
- Prokop von Ustjug († 1303), russisch-orthodoxer Heiliger aus Lübeck
- Prokop von Rabstein (* um 1420; † 1472), böhmischer Diplomat
- Prokop von Templin (1609–1680), Kapuziner, Prediger und Liederdichter
- Max Prokop von Freyberg-Eisenberg (1789–1851), bayrischer Historiker und Staatsmann

### Familienname

#### A
- Adolf Prokop (* 1939), ehemaliger deutscher FIFA-Schiedsrichter
- Albert Prokop (1827–1876), böhmisch-österreichischer Arzt und Entomologe
- Andreas Prokop († 1434), Hussitenführer
- August Prokop (1838–1915), österreichischer Architekt und Hochschullehrer
- Axel Prokop (* 1963), deutscher Unfallchirurg und Hochschullehrer

#### C
- Christian Prokop (* 1978), deutscher Handballspieler und Handballtrainer
- Clemens Prokop (* 1957), deutscher Leichtathlet und Sportfunktionär
- Clemens Prokop (Autor) (* 1974), deutscher Autor, Musikkritiker und -produzent

#### D
- Dieter Prokop (* 1941), deutscher Professor für Soziologie
- Dominik Prokop (Abt) (1890–1970), Abt der Stifte Břevnov, Broumov und Rohr
- Dominik Prokop (Fußballspieler) (* 1997), österreichischer Fußballspieler

### E
- Ernst-Günther Karl Prokop (1935–2012), deutscher Pädagoge und Hochschullehrer

#### F
- Florian Prokop (* 1988), deutscher Schauspieler
- František Josef Prokop (1901–1973), tschechischer Schachspieler
- Franz Prokop (* 1958), österreichischer Politiker (SPÖ) und seit 2004 Bezirksvorsteher des 16. Wiener Gemeindebezirks Ottakring

#### G
- Gerhard Prokop (1939–2002), deutscher Fußballspieler und -trainer
- Gert Prokop (1932–1994), deutscher Schriftsteller
- Gunnar Prokop (Handballtrainer) (* 1940), österreichischer Handballtrainer
- Gunnar Prokop (Handballspieler) (* 1997), österreichischer Handballspieler
- Günther Prokop (* 1969), deutscher Verkehrswissenschaftler und Hochschullehrer

#### H
- Heinz Prokop (* 1952), deutscher Handballtrainer
- Hubert Prokop (Basketballspieler) (1909–??), tschechoslowakischer Basketballspieler
- Hubert Prokop (Ringer) (1909–??), tschechoslowakischer Ringer

#### J
- Jakub Prokop (* 1973), tschechischer Paläoentomologe
- Josef Prokop (Architekt) (1839–1904), österreichischer Architekt
- Josef Prokop (Politiker, 1869) (1869–1941), österreichischer Politiker, Mitglied des Abgeordnetenhauses
- Josef Prokop (Politiker, 1898) (1898–1945), österreichischer Grafiker und Politiker (NSDAP), MdR

#### K
- Karin Prokop (* 1966), österreichische Trainerin, Politikerin und ehemalige Handballspielerin
- Karl Prokop (Maler) (1914–1973), deutscher Maler und Grafiker

#### L
- Liese Prokop (1941–2006), österreichische Sportlerin und Politikerin
- Ludwig Prokop (1920–2016), österreichischer Sportler, Sportmediziner und Hochschullehrer
- Lukas Prokop (* 1999), österreichischer Fußballspieler
- Luke Prokop (* 2002), kanadischer Eishockeyspieler

#### M
- Martin Prokop (* 1982), tschechischer Rallyefahrer
- Matt Prokop (* 1990), US-amerikanischer Schauspieler
- Michal Prokop (* 1981), tschechischer Mountainbiker und BMX-Fahrer

#### O
- Otto Prokop (1921–2009), österreichisch-deutscher Gerichtsmediziner und Serologe

#### P
- Paul Prokop (Schauspieler) (1938–1980), US-amerikanischer Schauspieler
- Paul Prokop (Fotograf) (* 1939), tschechischer Fotograf
- Péter Prokop (1919–2003), ungarischer Maler
- Philipp Jakob Prokop (1740–1814), böhmischer Bildhauer

### R
- Rudolf Prokop (1926–1969), tschechischer Maler, Grafiker und Illustrator

#### S
- Sebastian Prokop (* 1974), österreichischer Journalist
- Siegfried Prokop (* 1940), deutscher Historiker
- Skip Prokop (1944–2017), kanadischer Schlagzeuger
- Stanley A. Prokop (1909–1977), US-amerikanischer Politiker

### T
- Theo Prokop (1892–1972), österreichischer Sänger, Theater- und Filmschauspieler sowie Bühnenregisseur

#### U
- Ulrike Prokop (* 1945), deutsche Professorin für Erziehungswissenschaften

#### W
- Walther Prokop (* 1946), deutscher Komponist